# Kateřina Nash
Kateřina Nash (nascida Hanušová; 9 de dezembro de 1977) é uma ciclista tcheca. Participou nos Jogos Olímpicos de 2012 em Londres, terminando na décima quarta posição na prova de cross-country.